# Michal Vachovec
Michal Vachovec (* 15. července 1992, Karlovy Vary) je český hokejový útočník hrající za tým RT Torax Poruba 2011
Michal Vachovec je odchovanec karlovarského hokeje, za tým HC Energie Karlovy Vary nastupoval už od mládežnických kategorií.
V sezónách 2012/13, 2013,14 si zahrál mezinárodní juniorskou MHL.
V roce 2010 se účastnil Mistrovství světa v ledním hokeji do 18 let, kde dvěma góly pomohl české reprezentaci k šestému místu.
V sezóně 2010/2011 získal stříbrnou medaili v juniorské extralize s týmem HC Energie Karlovy Vary.
Na začátku sezóny 2015/16 byl nominován do přípravného kempu české hokejové reprezentace.
V roce 2022 mu byly vyřízeny krátké střídavé starty do HC Energie Karlovy Vary.